# Otto Ralfs

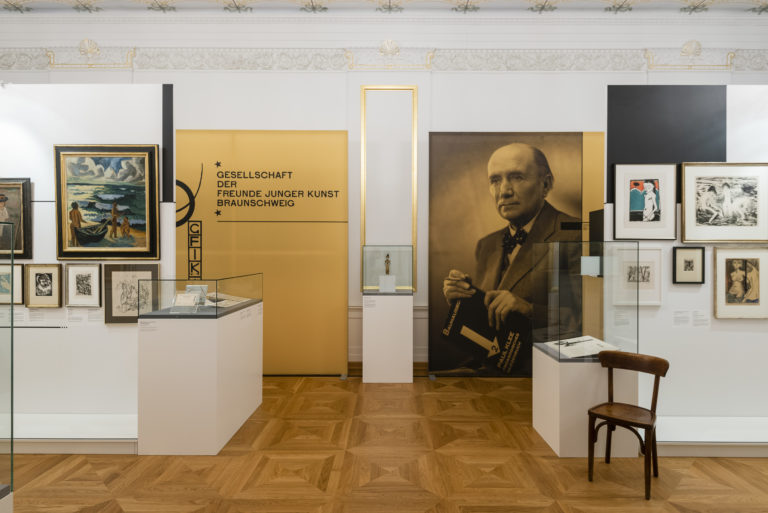
Rechts im Hintergrund: Porträt Otto Ralfs von Heinrich Heidersberger, um 1950

Otto Ralfs (* 1. April 1892 in Braunschweig; † 13. Dezember 1955 in Gifhorn) war ein bedeutender Sammler von Kunst der Klassischen Moderne in Braunschweig.

## Leben
Otto Ralfs war der Sohn des Braunschweiger Eisenwarenhändlers Adolf Ralfs († Januar 1945 in Braunschweig). Er besuchte in Braunschweig das Real-Gymnasium und in Ballenstedt das Wolterstorffsche Institut, anschließend absolvierte er in Hannover eine kaufmännische Lehre. Beruflich war er zunächst im väterlichen Geschäft tätig, später als Filialleiter einer Eisengroßhandlung in Hamburg.
Während des Ersten Weltkriegs war Ralfs Vizefeldwebel und Reserveoffiziersaspirant. Nach dem Ende des Krieges heiratete er im Jahr 1919 Käte Brachvogel, eine Freundin seiner Schwester. Am 20. August 1920 gründete Ralfs den Braunschweiger Kanu Club.
1923 entdeckte er beim Besuch des Bauhauses in Weimar seine Neigung zur modernen Kunst. Bereits im selben Jahr stellte Ralfs seine erste Ausstellung mit Bildern „Moderner Kunst“ im damaligen Landesmuseum (heute Herzog Anton Ulrich-Museum) aus. Er freundete sich mit Künstlern wie Klee, Kandinsky, Feininger, Jawlensky und Maatsch an und lud sie regelmäßig nach Braunschweig ein. Durch diese Besuche entstand sein „berühmtes Gästebuch mit künstlerischen Eintragungen bedeutender Maler“, das sich heute im Bestand des Städtischen Museums befindet.
Im September 1924 gründete Ralfs die Gesellschaft der Freunde junger Kunst und wurde deren 1. Vorsitzender. Am 16. November 1924 fand im Landesmuseum die erste Ausstellung statt, ab März 1925 besaß die Gesellschaft einen festen Ausstellungsraum im Braunschweiger Schloss. Die GFJK löste sich unter dem Druck der Nationalsozialisten 1933 selbst auf.
1925 gründete Ralfs die Klee-Gesellschaft, die sich zum Ziel setzte, den Maler Paul Klee durch Aufkäufe seiner Werke finanziell zu unterstützen. Sie ermöglichte dem Maler dessen zweite Reise in den Orient 1928–1929 nach Ägypten.
Nach der Machtübergabe an Adolf Hitler 1933 musste die Ausstellungstätigkeit wegen des Vorwurfs „Entarteter Kunst“ eingestellt werden, und die Gesellschaft der Freunde junger Kunst musste aufgelöst werden.
Im Bombenangriff auf Braunschweig am 15. Oktober 1944 wurde die Sammlung von Otto Ralfs und damit eine der bedeutendsten Sammlungen moderner Kunst in Deutschland, zerstört. Lediglich das seit 1923 geführte Gästebuch wurde nicht vernichtet.
Nach dem Zweiten Weltkrieg gründete Ralfs die Galerie Otto Ralfs und setzte ab dem 28. Juni 1947 die Ausstellungstätigkeit mit moderner Kunst bis zu seinem Tod fort.

## Familie
Otto Ralfs war verheiratet mit Käte Ralfs, geb. Brachvogel (* 8. Juli 1898 in Braunschweig; † 15. Januar 1995 in Braunschweig), einer Freundin seiner Schwester und ausgebildeten Säuglingsschwester. Das Ehepaar entdeckte das Bauhaus in Weimar für sich und brachte „dessen Ideen von der Kunst der Moderne nach Braunschweig“. „Um ihrem Mann bei Transporten behilflich zu sein“ erwarb Käte Ralfs daraufhin 1924 den „Führerschein für PKW und Lastwagen“. Nachdem Otto Ralfs im Jahr 1955 tödlich verunglückt war, überlebte ihn seine Ehefrau um fast 40 Jahre – 1991 wurde sie für die besonderen Verdienste des Ehepaares um die „Förderung der bildenden Kunst“ mit der Bürgermedaille der Stadt Braunschweig ausgezeichnet.